# Astoria (metropolitana di Budapest)
Astoria è una stazione della metropolitana di Budapest.
È situata sotto l'omonima piazza, che prende a sua volta il nome dal Grand Hotel Astoria che vi si affaccia.
La stazione aprì i battenti nel 1970, contemporaneamente all'inaugurazione della prima sezione operativa della linea M2. Nel 2005 è stata oggetto di un ammodernamento.
È posizionata sul segmento che collega la fermata di Deák Ferenc tér a quella di Blaha Lujza tér. I treni transitano ad una profondità di circa 30 metri sotto il livello del suolo.